# アルフォンス・エルリック
アルフォンス・エルリックは、荒川弘の漫画『鋼の錬金術師』の登場人物で、主人公エドワード・エルリック（エド）の弟。通称アル。物語開始の約4年前に、幼い頃に亡くなった母を蘇らせるために、エドと共に錬金術で禁忌とされる人体錬成を行うが失敗し、結果として身体を失い、魂を宿した大柄の鎧甲冑の身体となる。そこで兄弟で元の身体に戻るために、伝説の術増幅器「賢者の石」を求めて舞台となるアメストリス国を兄弟で旅をしている。やがて物語の進展に伴いホムンクルス一味による国家的陰謀に巻き込まれていく。
テレビアニメ版（2003年版、2009年版共通）、劇場版（2005年版、2011年版共通）共に声優は釘宮理恵。ドラマCD第1弾の声優は日下ちひろ。実写映画のキャストは水石亜飛夢が声優およびモーションキャプチャーのアクターを兼任で担当している。

## 人物
額に角、口には牙、赤く光る目という恐ろしいデザインに、白いふんどしが特徴の2メートルを超える大柄なプレートアーマー（全身鎧）の人物。しかし、鎧の中に身体はなく、錬金術によって鎧そのものに魂が定着した身体となっている。このため、食事や睡眠は不要で、肉体的疲労もなく、視覚・聴覚以外の感覚や三大欲求も存在しない。本来の外見は無表情で他者に威圧感を与えるものだが、漫画の表現としてデフォルメで描かれることも多く、このために表情は豊かである。本来の身体は年相応の細身の少年であり、本編開始時で14歳。非常に目立ついかつい外見から、初見の相手からは兄エドではなく、アルの方が「鋼の錬金術師」の方だと間違われることが多い。なお、この鎧は父のコレクションの1つで、名前は「オウガヘッド」という。
性格はエドと対称的に心優しく穏やかな性格であり、落ち着いている。また目立った欠点もない。荒川は以下のように説明している。
また、荒川によれば、末っ子気質で兄の失敗を見て学習し、二の轍を踏まないのであり、意外と腹黒いとも評される。また、天然のタラシとも評され、女性に惚れられやすく、実際、その鎧の身体にも関わらず女子供に慕われる事が多い。特に作中ではメイに惚れられ、最後は結婚している。あえていえば、この天然のタラシと意外と腹黒いところがある意味の欠点と荒川は述べている。また、兄と同じく理不尽を許せなく、善悪の線引きもほぼ同じだが、兄さんとよく似ていると言われると嫌がるかもしれないとも述べられている（ただし、兄のことは尊敬している）。
自身も錬金術師であり、兄エドには及ばないとするものの、一般から見れば高度な錬金術を行使できる。物語前半ではチョークを使って錬成陣を書いて術を発動するという（作中世界での）一般的な錬金術であったが、物語後半では身体を奪われた際に見た「真理」を思い出し、兄と同様に手合わせ錬金術を使えるようになる。このため、ホムンクルス達からは「人柱」の候補に見られ、作中に登場した錬金術師たちの中でも上位の術者として扱われている。錬金術そのもののセンスは兄に及ばないが、錬成物の造形に関しては兄のデザインセンスが独特で常軌を逸しているため、この点では兄を上回っている部分もある。
兄と同様に元の身体の頃から体術にも優れており、鎧の身体になった後は特にその体躯が有利になっている部分もある。特に元の身体の時から、エドが兄弟喧嘩でアルに勝てたことは一度もなかった。ただし、荒川は中身は空であるがゆえに見た目ほどの重さはなく（十数キロ）、ただ単純に身体能力で相手を制圧することはできず、身体が軽い分、工夫をしていると解説している。また、鎧の身体ゆえに後述の血印さえ守られれば、手足や頭が吹っ飛んでも死ぬことはなく、さらに感覚がない身体であるがゆえのゴリ押しで相手を圧倒することもできる。身体が破損した場合は、戦闘後にエドに錬金術によって修復してもらっている。戦闘に際しては体術以外に兄と同様に錬金術を併用することもあるが、特に物語前半は先述の通り、チョークでその都度、錬成陣を書く必要があったため前準備が必要であり、エドと比較すれば頻度は少なく、あまり目立たない。
作中ではしばしば自分の身体について思い悩むことがある。特に物語初期の第五研究所の戦いではバリー・ザ・チョッパーとの対話によって、自分の魂とされるものが、本当にアルフォンス・エルリックという少年の魂なのか、兄が人工的に作り出したものではないのかと悩む。また、中盤では味方となったバリー・ザ・チョッパーが、本体に命を狙われる経緯から、本来は異質な魂と身体を結びつけたことによる拒絶反応によって、突然の死を迎える可能性に気づく。最終的にはそれら懸念を乗り越え、当初の目標通りに、兄と共に元の身体に戻るべく邁進する。

## 製作背景
『鋼の錬金術師』の最初期の原案段階ではアルフォンスというキャラクターは存在しなかった。もともとのネーム段階では後のエドワードに相当する18歳の青年とモモンガに魂が乗り移った父親の二人旅という物語であったが、少年漫画という点を考慮した結果、青年は14歳の少年に、父親はその弟に変更された。心優しい、穏やかな子という性格設定が決まると荒川は原案通りのモモンガではキャラクター性が弱いと考え、その性格と対称的な大きな鎧の身体とした。ここで大きな鎧としたのは『ドラゴンクエスト』の「さまようよろい」がヒントにあったと言い、ガンガンの読者層にはゲーム好きが多く、ファンタジー方面にもアプローチしやすいと考えたためだったと述べている。また、原案の青年とモモンガ、完成稿の少年と大きな鎧共に、荒川の好みとして大きいキャラと小さいキャラのコンビが好きという側面もあった。鎧のデザインは実在する西洋甲冑の資料などは参照せず、額に角、口には牙、そして赤く光る目という日本の鬼をイメージした荒川オリジナルのものである。肩のトゲについては『北斗の拳』の悪党をモチーフとしている。これら大まかなコンセプトの一方で、詳細なディティールは連載開始直前まで悩んだといい、特に連載の作業量に耐えられるかは重要であった。例えば、その表面は当初は真っ黒にする予定であったが、光沢の表現の作業量で確実に腱鞘炎になると考え、スクリーントーンになった。また、恐ろしいデザインの鎧の身体という設定ではあるが、基本的にはデフォルメして描かれるため、感情は豊かである。しかし、シリアスな場面においてはこうした表現技法が使えないため、スクリーントーンの配分や目の光などといった描き込みで感情を表現するように心がけ、また、暗い雰囲気を出す時には、道具（照明）や背景をベタ多めにしてアルフォンスの内面を表す工夫をしたと回顧している。名前は、19世紀のフランスの画家トゥールーズ＝ロートレックの父親アルフォンス伯から取られた。
アルフォンスの物語上の役割は当初は兄のセーブ役であり、その点においては独立したキャラクターではなかった。成長の転機となったのはエドワードがクセルクセスに行き、アルフォンスがセントラルに残った時で、このシナリオでアルフォンスを、兄に追随するだけではない個人としてその性格や行動を描くことできたと荒川は述べている。また、デビルズネストの面々やハインケル、バリーといった異形である自分を肯定する存在との出会いは、アルフォンスに元の身体に戻るだけが幸せではないと気づかせたと荒川は解説している。最終的には元の身体に戻ることを選択するが、それゆえに、同じく元の身体に戻りたがっているジェルソたちの存在をありがたく思っているという。また、エドワードが勝手に動いて作者の想定していた物語展開をしばしば変えさせたのに対し、アルフォンスは思い通りに動いてくれたキャラクターだったと荒川は述べている。第三研究所地下の戦いでホークアイを守ったり、スラム街の戦いでハインケルを守ったりしたシーンはすんなり描けたとしている。
アニメ版においては「がらんどうの鎧の体から声を発する」という演出意図から、初期の収録では口に空き缶を当てていた。後にエフェクト加工に変更されたが、演じた釘宮理恵の出演分だけアフレコブース内の別ブースで収録していた。この収録方法はアニメ2009年版でも同じである。

## 物語上の動き（原作）
アメストリス国の東部にある小さな町リゼンブールの生まれ。錬金術師であるヴァン・ホーエンハイムとトリシャ・エルリックを両親に持ち、1歳上の兄にエドワード（エド）がいる。幼い頃に父ホーエンハイムが家を出奔したため、母トリシャの女手一つで育てられるも、アルが8歳の時に流行り病で亡くなってしまう。母の存命時から父親の書斎に残された書物で錬金術を学んでいたアルは兄と共に、禁忌とされる人体錬成を用いて母親を蘇らせようと考える。独学に限界を感じていたところを、偶然リゼンブールに立ち寄った錬金術師イズミに兄弟で弟子入りすることで錬金術の基本と武術（体術）を学ぶ。2年の修行を終えてリゼンブールに戻ってきたアルは、エドと共に母の人体錬成を行うが失敗し、代償として全身を扉の向こうに「持っていかれて」しまう。咄嗟にエドがその場にあった鎧に血印で錬成陣を書き、自身の右腕を対価にして魂を引っ張り出して、それに定着させたことで完全な死には至らず、以降、鎧の身体となる。
その数日後、将来有望な錬金術師を探していた軍人で国家錬金術師のマスタング中佐の訪問を受け、エドが再起することを決意すると共に歩むことを決める。ただし、真理を見たエドが手合わせで錬金術を行使できるようになるものの、アルは覚えておらず、今まで通り錬成陣を使った術の行使を行う。その後、エドが12歳で国家錬金術師という偉業を達成すると、元の身体に戻る有力手段として伝説にある対価無しで術を行使できるという「賢者の石」を求め、アメストリス国中を兄と共に旅する（ここから本編開始）。
2年にわたる旅の中で、エルリック兄弟は各地で様々な事件に関わる。イーストシティでは、ニーナがその父親によって飼い犬と合成される悲劇に遭遇し、この出来事は後に大きな影響を与える。元国家錬金術師ティム・マルコーの情報から「賢者の石」が人間を素材とした非人道的なものだと知り、軍上層部が関与している疑いを抱く。第五研究所での戦いでは、自分と同じく魂を鎧に定着させたバリー・ザ・チョッパーとの出会いから、自身の存在意義に疑念を抱くが、ウィンリィに諭され、改めて兄と共に元の身体に戻ることを誓い合う。
南部で師匠イズミと再会後、ホムンクルスの一味から離反したグリードと出会い、彼らに誘拐されてしまう。この際、自身の中に匿っていたマーテルが殺されたショックで、かつて見た「真理」を思い出し、以降、兄と同様に錬成陣なしで錬金術を行使できるようになる。首都セントラルシティに戻ると、恩人ヒューズがホムンクルスの陰謀により殺害されたことを知り、深い後悔に苛まれる。エドが東部へ向かった後、アルはセントラルに残り、マスタングらと協力してホムンクルスの罠に対処する。この一件で、魂を無理やり異物に繋ぎ止めた身体には限界があることを自覚する。
セントラルでエドと合流後、ホムンクルスらを誘き出すため、「傷の男」を誘い出す作戦に協力する。しかし、エドがグラトニーに飲み込まれてしまい、アルは自らグラトニーに話しかけ、共にホムンクルスの本拠地へ赴く。脱出後、ホムンクルスの首領「お父様」と対峙するが、錬金術を封じられ歯が立たない。さらに、彼らの目的が国土全体に賢者の石の錬成陣を書き、アメストリス国民全員を材料にすることだと判明し、これを阻止するため、錬金術封じが効かなかった「傷の男」と行動を共にするメイに手がかりを求め、北方ブリッグスを目指す。
ブリッグス要塞では、当初は険悪だったオリヴィエ少将の信頼を得て協力関係を築く。ホムンクルスのキンブリーの介入を受けながらも、人質となったウィンリィを「傷の男」に託すことでホムンクルス一味を出し抜くことに成功する。この混乱でエドとはぐれるが、「傷の男」一行、ウィンリィ、そしてキンブリーから離反したジェルソ、ザンパノと行動を共にする。「傷の男」の兄が残した錬丹術の研究書をメイやマルコーと解読し、逆転の錬金術を見つけ出す。その後、エンヴィーを誘い出し、無力化することに成功する。
ホムンクルスから身を隠すためリオールの街に向かうと、偶然父ホーエンハイムと再会。父からホムンクルスの狙いや、彼が賢者の石そのものであることなどを明かされ、「約束の日」と呼ばれる「お父様」の計画成就の日に向け、仲間たちとの反攻作戦を計画する。
「約束の日」。アルはマスタングやオリヴィエ率いるブリッグズ兵、「傷の男」一行、シンの者たち、そして父ホーエンハイムや師匠イズミらと共に、ホムンクルスの陰謀を阻止すべく行動を開始する。しかし、その前夜、プライドとグラトニーの襲撃を受け、成り行きからプライドを足止めするため、自ら封印される。その後、キンブリーの介入で自由を得てセントラルで兄たちと合流する。最終的にホムンクルスが人柱と呼んだ者たちは捕まり、国土錬成陣が発動してしまう。「お父様」は強大な力を取り込むが、ホーエンハイムと「傷の男」による逆転の錬成陣が発動し、状況は一変。「お父様」との決戦で、エドの機械鎧が破壊され窮地に陥った際、アルは自身の魂を代価にエドの生身の右腕を再錬成し、消滅する。その後、「お父様」を倒したエドは、自らの「錬金術」を対価に「真理の扉」を開き、アルの全身を取り戻すことで、アルは元の身体で復活を遂げる。
決戦から2年後。エルリック兄弟はニーナのような悲劇を繰り返さないため、様々な学問や知識を手に入れようとしていた。そのために再び旅に出ることを決意し、アルはメイの伝手でシンに向かいそこで錬丹術を学ぶ。その後、メイと結婚したことなどが描写されている。

## 2003年のアニメ版
2003年のアニメ版は原作第6巻までの内容を基にしているためもあり、物語後半より大きく原作と変わっていくが、アルの基本的な人物設定については原作とほぼ同じである。ただし、母親の人体錬成については兄エドの一存で行われたもので錬成の直前まで知らされておらず、最後まで躊躇する様子を見せる。
中盤以降、同じ弟として「傷の男」にシンパシーを感じる描写が登場し、彼を庇うような言動を見せることもある。終盤のリオールの戦いにおいては「傷の男」と共にキンブリーと戦い、これを倒す。しかし、死の間際のキンブリーによって身体を爆弾に変えられてしまい、これを救うために「傷の男」によって7000人の兵士の魂を対価として、さらに身体を「賢者の石」に変えられる。これが黒幕であるダンテらホムンクルスらの真の狙いであったがために、その身柄を彼らに狙われることとなる。最終盤では彼らのアジトである地下都市へと攫われる。地下都市では死んだエドを生き返らせるため、賢者の石である自身を代価にして人体錬成で蘇生することに成功する。蘇ったエドは今度は消滅したアルを戻すために、自身と自分たちの旅してきた4年間を代価に人体錬成を行い、アルは10歳の肉体、かつ人体錬成を行ってからの記憶を全て失った状態で蘇る。エドは錬成の代償として並行世界（現実世界）に送られ、アルは兄と再会できることを信じて、師匠イズミの元で修行を受ける。

## 評価
『月刊少年ガンガン』連載中、キャラクター人気コンテストは4回行われたが、初回は3位で、以降はすべて4位であった。
原作、アニメ、その他のサブカルチャー系の複数のメディアにおいてアルフォンスというキャラクターは賛否あるが評価されている。
2003年のアニメ版について、Mania Entertainmentのクリス・ベバリッジは「かなり好感が持てるキャラクター」と評し、その役割を高く評価した。アニメ第6巻ではキャラクターの狂気や自身の存在に対する疑念を褒め、「それ単独で1つの作品となりうる」と述べている。
また第7巻のレビューでは、シリーズの焦点がアルフォンスを「等身大の少年」として描くことに移ったことを「良い変化のペース」と評している。
T.H.E.M. Anime Reviewsのサミュエル・アーボガストは、エルリック兄弟の旅の中で描かれる交流は面白く、アルフォンスの鎧はこの作品の最も注目すべきキャラクターデザインであると指摘している。
Active Animeのホリー・エリグウッドは、原作において、父親ヴァン・ホーエンハイムの登場以降、兄弟が元の身体を取り戻そうと模索する中で「男になっていく」様子に言及している。
リディア・ホジナッキは、まずエドワードについて述べた後、アルフォンスの存在を『エドワードの「陽」（yang）』と評し、共に作品上重要なキャラクターであると述べている。